# Sugar Rush (serie televisiva)
Sugar Rush è una serie televisiva inglese, di genere drammatico/comico, trasmessa per la prima volta sul canale inglese Channel 4 nell'estate 2004 e prodotta dalla Shine Limited. Nata come adattamento televisivo dell'omonimo libro di Julie Burchill, nel 2008 la seconda e ultima stagione è stata trasmessa interamente su Channel 4. È stato confermato che una terza serie non sarà prodotta per motivi legati sia al fatto che lo spazio televisivo di trasmissione è stato usato per il Grande Fratello inglese, sia perché una terza stagione non è mai stata commissionata. Caratteristiche principali della serie sono i temi trattati, molto adulti (omosessualità, sesso, droghe), e l'approccio leggero e surreale agli stessi.

## Trama
La prima stagione è incentrata sui sentimenti di Kim per Sugar, e sulla sua graduale scoperta della propria omosessualità, complicata dal progressivo sfascio del matrimonio dei suoi genitori.
La seconda stagione è maggiormente incentrata sulla nuova vita di Kim come lesbica, e sulla relazione con Saint e Sugar.

## Personaggi
- Kimberly Daniels detta Kim è la protagonista della serie. una quindicenne incerta e trattenuta, che nel corso della serie matura scoprendo la propria sessualità lesbica, e riuscendo a trovare le forze per conquistare la sua ossessione Sugar e cercare di rimettere in sesto il matrimonio dei suoi genitori.
- Maria Sweet detta Sugar è una adolescente inglese ribelle e viziata, che passa di ragazzo in ragazzo ed è spesso sbronza, e non disdegna rubare e drogarsi. Spesso sfrutta l'amore di Kim per lei per i propri scopi, influenzandola negativamente, ed è solo alla fine della prima serie che capirà l'importanza che ha lei per Kim, ricambiandone, anche se solo per un istante, i sentimenti.
- Stella Daniels è la madre di Kim e Matt. Immatura e schivante ogni responsabilità cerca di vivere una vita giovane quando lei non lo è più. Insoddisfatta sessualmente, tradisce il marito; solo quando la situazione precipiterà accetterà di prendersi le proprie responsabilità. Nella seconda serie riesce a trovare una interessante vita sessuale col marito grazie all'incontro con una coppia di swingers.
- Nathan Daniels è il padre di Kim e Matt. Imbranato e ormai lasciatosi andare, non tratta più Stella come dovrebbe, anche se in fondo ha buon cuore. È soltanto incapace di trasformare le sue buone intenzioni in qualcosa di positivo.
- Matt Daniels è il fratello minore di Kim. Vive in un suo mondo di fantasia in cui si crede un alieno. In realtà ha solo un disperato bisogno di attenzioni da parte dei suoi genitori e di Kim. Nella seconda stagione passa dal sentirsi un alieno a esprimere il suo bisogno vestendosi goth e a sperimentando crossdressing e travestitismo.
- Saint è una donna sicura e convinta, che lavora come commessa in un sex-shop e come dj in un locale di lesbiche. Incontra casualmente Kim all'inizio della seconda stagione, e diventa la sua ragazza nel corso della seconda stagione.

## Episodi
| Stagione         | Episodi | Prima TV originale | Prima TV Italia |
| ---------------- | ------- | ------------------ | --------------- |
| Prima stagione   | 10      | 2005               |                 |
| Seconda stagione | 10      | 2006               |                 |

## Premi
La serie si è aggiudicata il prestigioso International Emmy Award 2006 nella categoria Bambini&Adolescenti.